# Oberflächenbelüfter
Oberflächenbelüfter tragen auf mechanischem Wege Luft und damit Sauerstoff in das Wasser ein. Der Sauerstoff wird von den im Wasser befindlichen Lebewesen (von der Bakterie bis zum Fisch) benötigt. Häufigster Einsatzort sind Belebungsbecken in Kläranlagen.
Es haben sich zwei Haupttypen durchgesetzt, der Walzenbelüfter und der Kreiselbelüfter.

## Energiebedarf
Aggregate zum Durchmischen und Belüften von Belebungsbecken sind mit Abstand die größten Energieverbraucher auf Abwasserreinigungsanlagen. Je nach Belüftungssystem fallen etwa 50–80 % des Energiebedarfes auf diesen verfahrenstechnischen Schritt. Druckbelüftungssysteme benötigen im Allgemeinen weitere Aggregate zur Durchmischung der belebten Biomasse im Belebungsbecken. Oberflächenbelüfter hingegen benötigen in erster Linie keine zusätzlichen Rührwerke, da diese durch das mechanische Einbringen von Umgebungsluft eine ausreichende Durchmischung erzeugen können. Solche rein mechanische Oberflächenbelüfter sind sogenannte Walzenbelüfter (auch Rotoren bzw. Stabwalzen genannt) oder Kreiselbelüfter. Walzenbelüfter gingen aus der schon 1926 entwickelten Kessener Bürstenwalze hervor.
Der Sauerstoffeintrag von Walzenbelüftern wird über radial auf einer horizontal laufenden Welle montierten Paddel erreicht. Die Grenzfläche zwischen Wasser und Luftsauerstoff wird so ständig erneuert. Das gleiche verfahrenstechnische Prinzip nutzt der Kreiselbelüfter. Der Antrieb von Kreiselbelüftern erfolgt über eine vertikale Drehachse. Die Kreiselbelüfter erzeugen durch ihre Pumpwirkung einen Unterdruck, welcher Wasser vom Beckenboden ansaugt und über die Wasseroberfläche abwirft. Da Oberflächenbelüfter jedoch nicht für das Durchmischen beziehungsweise Beschleunigen des Wassers entwickelt wurden, ist der spezifische Energieeintrag für die Durchmischung (rd. 8 Wel/m3) im Gegensatz zu einem reinen Rührwerk (rd. 2 – 5 Wel/m3) hoch. Durch den Einsatz von Rührwerken und Leitschilden kann der Energieeintrag reduziert und Sauerstoffertrag und -eintrag erhöht werden. Weiterhin können größere Wassertiefen erreicht werden.

## Grundlagen der mechanischen Oberflächenbelüftung
Der Sauerstoffeintrag in Wasser basiert grundsätzlich auf dem Prinzip der Sauerstoffdiffusion von Gasen in Flüssigkeit. Die Grenzfläche der beiden Phasen (Wasser – Luft) ist von entscheidender Bedeutung. Weiterhin werden durch den mechanischen Energieeintrag bei der Oberflächenbelüftung Wasser in die Luft versprüht sowie Wellenbewegungen und Luftblasen erzeugt, die fördern den Sauerstoffeintrag ebenso. Die Luftblasen haben jedoch einen untergeordneten Effekt (Hunze & Werner, 2004). Grenzflächenaktive Stoffe wie beispielsweise Tenside, Salze und Trockensubstanzgehalt können den Lösungsvorgang von Molekülen aus einer Gasblase in das Abwasser behindern. Diesen Vorgang beschreibt der Alpha-Wert.
Weiterhin wird durch die mechanisch eingebrachte Energie ein Strömungsfeld im Becken erzeugt, das ein Ablagern von Biomasse verhindert. Aus diesem Grund kann theoretisch auf eine Vorklärung verzichtet werden, wenn aerob stabilisiert wird. Abhängig von der Wahl des Belüfters sind die Beckenform und -geometrie zu wählen. Umgekehrt muss bei bereits vorhandenen Becken das Belüftungssystem entsprechend gewählt werden. Verschiedenste Einbauten haben Einfluss auf die Strömungs- und Eintragsverhältnisse.
Bei der Inbetriebnahme von Oberflächenbelüftern ist zu prüfen, ob der durch das Wehr eingestellte maximale Wasserstand zu Betriebsstörungen führt. Wenn die eingebrachte Leistung der Motoren nicht zu dem Wasserstand passt, kann es kurzfristig zu Ausfällen kommen und langfristig zu stärkerem Verschleiß. Eine Bewegung der Oberfläche von Wasser erzeugt immer Wellen. Ein weiteres Problem der Oberflächenbelüftung ist das Aufschaukeln dieser erzeugten Wellen. Dieses physikalische Phänomen nennt sich Interferenz und es beschreibt die Überlagerung von Amplituden bei zwei oder mehr Wellen. Wellen haben demnach großen Einfluss auf die Beanspruchung von Getriebe und Antriebsmotor, da sie die Eintauchtiefe kurzzeitig erhöhen und dadurch Widerstand erzeugen. Durch Einsatz von Leitwänden beziehungsweise Bremskreuzen kann dieses Problem weitgehend eliminiert werden, jedoch erst nach einigen Versuchen der installierten Belüfter möglich. Abgesehen davon gibt es viele Parameter, die auf die Wellenbildung Einfluss nehmen. Der Winterbetrieb bei Oberflächenbelüftern kann auch zu Problemen führen. Durch Eisbildung kann es zur Entstehung von Unwuchten kommen, wodurch die Lager stark beansprucht werden. Dieses Problem kann durch den Einbau in Brücken und das Anbringen von Hauben minimiert werden.